# Челлио
Челлио (итал. Cellio) — коммуна в Италии, располагается в регионе Пьемонт, в провинции Верчелли.
Население составляет 903 человека (2008 г.), плотность населения составляет 90 чел./км². Занимает площадь 10 05 км². Почтовый индекс — 13024. Телефонный код — 0163.
Покровителем коммуны почитается святой Лаврентий, празднование 10 августа.

## Демография
Динамика населения:

## Администрация коммуны
- Официальный сайт: http://www.comune.cellio.vc.it Архивная копия от 30 апреля 2017 на Wayback Machine